# Cratere Purcell
Purcell  è un cratere sulla superficie di Mercurio.